# Esqui cross-country nos Jogos Olímpicos de Inverno de 2018 - 50 km clássico masculino
A competição de 50 km clássico masculino do esqui cross-country nos Jogos Olímpicos de Inverno de 2018 foi disputada em 24 de fevereiro no Centro de Esqui Cross-Country Alpensia, em Pyeongchang.

## Medalhistas
| Ouro   | FIN Iivo Niskanen       |
| Prata  | OAR Aleksandr Bolshunov |
| Bronze | OAR Andrey Larkov       |

## Programação
Horário local (UTC+9).
| Data            | Horário | Evento |
| --------------- | ------- | ------ |
| 22 de fevereiro | 14:00   | Final  |

## Resultados
A prova foi disputada por 71 atletas, dos quais 69 largaram.
| Pos. | Bib | Atleta                      | Tempo     | Diferença |
| ---- | --- | --------------------------- | --------- | --------- |
| 01 ! | 8   | FIN Iivo Niskanen           | 2:08:22.1 | —         |
| 02 ! | 7   | OAR Aleksandr Bolshunov     | 2:08:40.8 | +18.7     |
| 03 ! | 11  | OAR Andrey Larkov           | 2:10:59.6 | +2:37.5   |
| 4    | 2   | CAN Alex Harvey             | 2:11:05.7 | +2:43.6   |
| 5    | 4   | NOR Martin Johnsrud Sundby  | 2:11:05.8 | +2:43.7   |
| 6    | 3   | NOR Hans Christer Holund    | 2:11:12.2 | +2:50.1   |
| 7    | 15  | SWE Daniel Rickardsson      | 2:12:12.5 | +3:50.4   |
| 8    | 22  | CZE Martin Jakš             | 2:12:32.6 | +4:10.5   |
| 9    | 1   | SUI Dario Cologna           | 2:12:43.2 | +4:21.1   |
| 10   | 12  | NOR Emil Iversen            | 2:12:59.0 | +4:36.9   |
| 11   | 29  | USA Scott Patterson         | 2:13:14.2 | +4:52.1   |
| 12   | 6   | OAR Aleksey Chervotkin      | 2:13:19.0 | +4:56.9   |
| 13   | 21  | NOR Niklas Dyrhaug          | 2:13:20.5 | +4:58.4   |
| 14   | 28  | GER Andreas Katz            | 2:13:32.3 | +5:10.2   |
| 15   | 5   | KAZ Alexey Poltoranin       | 2:13:37.1 | +5:15.0   |
| 16   | 27  | ITA Giandomenico Salvadori  | 2:13:45.4 | +5:23.3   |
| 17   | 56  | EST Algo Kärp               | 2:13:45.7 | +5:23.6   |
| 18   | 9   | FRA Jean-Marc Gaillard      | 2:14:31.4 | +6:09.3   |
| 19   | 37  | ITA Maicol Rastelli         | 2:15:10.0 | +6:47.9   |
| 20   | 16  | OAR Denis Spitsov           | 2:16:24.6 | +8:02.5   |
| 21   | 26  | ITA Dietmar Nöckler         | 2:16:29.2 | +8:07.1   |
| 22   | 14  | ITA Francesco De Fabiani    | 2:17:14.3 | +8:52.2   |
| 23   | 23  | JPN Keishin Yoshida         | 2:17:21.9 | +8:59.8   |
| 24   | 18  | FRA Clément Parisse         | 2:17:25.4 | +9:03.3   |
| 25   | 13  | FIN Matti Heikkinen         | 2:17:34.8 | +9:12.7   |
| 26   | 32  | CAN Devon Kershaw           | 2:17:49.4 | +9:27.3   |
| 27   | 48  | CAN Graeme Killick          | 2:18:28.8 | +10:06.7  |
| 28   | 25  | SWE Jens Burman             | 2:18:34.5 | +10:12.4  |
| 29   | 35  | FIN Perttu Hyvärinen        | 2:18:38.5 | +10:16.4  |
| 30   | 19  | GER Thomas Bing             | 2:18:41.1 | +10:19.0  |
| 31   | 30  | SUI Candide Pralong         | 2:18:41.5 | +10:19.4  |
| 32   | 38  | ROU Paul Constantin Pepene  | 2:18:44.0 | +10:21.9  |
| 33   | 42  | USA Noah Hoffman            | 2:19:04.1 | +10:42.0  |
| 34   | 34  | AND Irineu Esteve Altimiras | 2:19:08.3 | +10:46.2  |
| 35   | 51  | ESP Imanol Rojo             | 2:19:10.1 | +10:48.0  |
| 36   | 33  | AUT Max Hauke               | 2:20:39.9 | +12:17.8  |
| 37   | 10  | GBR Andrew Musgrave         | 2:20:57.9 | +12:35.8  |
| 38   | 46  | EST Andreas Veerpalu        | 2:21:13.2 | +12:51.1  |
| 39   | 40  | KAZ Yevgeniy Velichko       | 2:21:43.2 | +13:21.1  |
| 40   | 36  | SWE Viktor Thorn            | 2:21:53.8 | +13:31.7  |
| 41   | 47  | CZE Aleš Razým              | 2:22:06.8 | +13:44.7  |
| 42   | 54  | AUT Bernhard Tritscher      | 2:22:47.7 | +14:25.6  |
| 43   | 24  | FIN Ristomatti Hakola       | 2:22:50.1 | +14:28.0  |
| 44   | 41  | BLR Michail Semenov         | 2:22:51.2 | +14:29.1  |
| 45   | 39  | SUI Ueli Schnider           | 2:23:17.3 | +14:55.2  |
| 46   | 20  | GER Lucas Bögl              | 2:23:42.8 | +15:20.7  |
| 47   | 58  | KOR Kim Magnus              | 2:24:14.0 | +15:51.9  |
| 48   | 57  | USA Tyler Kornfield         | 2:24:36.5 | +16:14.4  |
| 49   | 49  | CAN Russell Kennedy         | 2:25:16.6 | +16:54.5  |
| 50   | 55  | UKR Oleksii Krasovskyi      | 2:25:36.4 | +17:14.3  |
| 51   | 60  | SVK Peter Mlynár            | 2:26:14.7 | +17:52.6  |
| 52   | 45  | KAZ Vitaliy Pukhkalo        | 2:27:10.6 | +18:48.5  |
| 53   | 64  | SVK Andrej Segeč            | 2:27:44.3 | +19:22.2  |
| 54   | 66  | GBR Callum Smith            | 2:27:56.3 | +19:34.2  |
| 55   | 53  | CZE Petr Knop               | 2:29:20.9 | +20:58.8  |
| 56   | 62  | AUS Phillip Bellingham      | 2:30:39.7 | +22:17.6  |
| 57   | 59  | LAT Indulis Bikše           | 2:31:07.5 | +22:45.4  |
| 58   | 63  | AUS Callum Watson           | 2:33:28.6 | +25:06.5  |
| 59   | 67  | CHN Wang Qiang              | 2:34:43.0 | +26:20.9  |
| 60   | 71  | DEN Martin Møller           | 2:36:10.8 | +27:48.7  |
| —    | 68  | LTU Mantas Strolia          | LAP       | —         |
| —    | 70  | THA Mark Chanloung          | LAP       | —         |
| —    | 69  | KOR Kim Eun-ho              | LAP       | —         |
| —    | 31  | GER Jonas Dobler            | DNF       | —         |
| —    | 43  | BUL Veselin Tzinzov         | DNF       | —         |
| —    | 50  | CZE Miroslav Rypl           | DNF       | —         |
| —    | 65  | SVK Miroslav Šulek          | DNF       | —         |
| —    | 17  | SWE Calle Halfvarsson       | DNF       | —         |
| —    | 44  | ISL Snorri Einarsson        | DNF       | —         |
| —    | 52  | KAZ Denis Volotka           | DNS       | —         |
| —    | 61  | IRL Thomas Hjalmar Westgård | DNS       | —         |

Legenda
| Recorde mundial      | Recorde mundial (World record)               |                       | Recorde africano                      | Recorde africano (African) |                                           | Q | Classificado por posição (Qualified) |
| Recorde olímpico     | Recorde olímpico (Olympic record)            | Recorde da América    | Recorde da América (Americas)         | q                          | Classificado por melhor tempo (Qualified) |   |                                      |
| Melhor marca do ano  | Melhor marca do ano (World leading)          | Recorde asiático      | Recorde asiático (Asian)              | DNS                        | Não largou (Did not start)                |   |                                      |
| Recorde nacional     | Recorde nacional (National record)           | Recorde europeu       | Recorde europeu (European)            | DNF                        | Não terminou (Did not finish)             |   |                                      |
| Recorde pessoal      | Recorde pessoal do atleta (Personal best)    | Recorde da Oceania    | Recorde da Oceania (Oceania)          | DSQ / DQ                   | Desclassificado (Disqualified)            |   |                                      |
| Recorde da temporada | Recorde da temporada do atleta (Season best) | Recorde sul-americano | Recorde sul-americano (South America) | NM                         | Sem marca (No mark)                       |   |                                      |

### Esqui cross-country
| Penalizado com cartão amarelo | Penalizado com o cartão amarelo (Yellow card)                                           |  |  |  |
| LL                            | Classificado por tempo (Lucky loser)                                                    |  |  |  |
| PF                            | Vencedor definido por photo finish (Photo finish)                                       |  |  |  |
| LAP                           | Ultrapassado pelo líder (Lapped)                                                        |  |  |  |
| DQB                           | Desclassificado por conduta antidesportiva (Disqualified for unsportsmanlike behaviour) |  |  |  |
| RAL                           | Ranqueado como último (Ranked as last)                                                  |  |  |  |